# Ferdinand Kosak
Ferdinand Kosak (Burgstein, 23. ožujka 1856. – Graz, 29. svibnja 1932.) je bio austrougarski general i vojni zapovjednik. Tijekom Prvog svjetskog rata zapovijedao je 27. pješačkom divizijom i I. korpusom na Istočnom i Talijanskom bojištu.

## Vojna karijera
Ferdinand Kosak je rođen 23. ožujka 1856. u Burgsteinu. U vojsku je stupio 1877. služeći u pričuvnim postrojbama. Od 1881. godine raspoređen je u inženjerijsku postrojbu u Lembergu. U siječnju 1883. promaknut je u čin poručnika, dok od 1886. služi kao pobočnik bojne. Čin natporučnika dostiže u studenom 1887., da bi od 1892. radio kao projektant i inženjer u Josefstadtu. Od 1893. obnaša dužnost inspektora za tvrđave vojnog okruga Krakow, dok od iduće 1894. godine predaje na Terezijanskoj vojnoj akademiji. Navedenu dužnost obnaša do 1898. kada postaje inspektorom za tvrđave vojnog okruga Przemysl. U međuvremenu je, u siječnju 1895., promaknut u čin satnika, da bi u siječnju 1899. bio unaprijeđen u bojnika.
Godine 1900. postaje predavačem u školi za časnike III. korpusa, koju dužnost obnaša iduće tri godine. U svibnju 1903. unaprijeđen je u čin potpukovnika, te premješten na službu u 91. pješačku pukovniju. Iduće, 1904. godine, obnaša dužnost ravnatelja za planiranje u Krakowu koju dužnost obnaša do 1908. kada postaje zapovjednikom za tvrđave u Sarajevu. U međuvremenu je, u studenom 1906., promaknut u pukovnika, dok je general bojnikom postao u studenom 1911. kada dobiva i zapovjedništvo nad 50. pješačkom brigadom.

## Prvi svjetski rat
Početkom Prvog svjetskog rata u rujnu 1914. imenovan je zapovjednikom 27. pješačke divizije. Nekoliko mjeseci poslije, u prosincu, promaknut je u čin podmaršala. Tijekom 1915. zapovijedajući 27. pješačkom divizijom sudjeluje u Karpatskoj ofenzivi, te ofenzivi Gorlice-Tarnow. U ljeto 1916. Kosakova divizija koja se nalazila u sastavu 2. armije napadnuta je u Brusilovljevoj ofenzivi, da bi iduće 1917. godine, Kosak uspješno odbio novi ruski napad u Kerenskijevoj ofenzivi. 
U svibnju 1918. promaknut je u čin generala pješaštva, te mu je istodobno dodijeljeno zapovjedništvo nad I. korpusom koji se nalazio u sastavu 11. armije na Talijanskom bojištu. Ubrzo nakon imenovanja, u lipnju, sudjeluje u Bitci na Piavi, te potom, pred kraj rata, u Bitci kod Vittoria Veneta.

## Poslije rata
Nakon završetka rata Kosak je s 1. siječnjem 1919. umirovljen. Preminuo je 29. svibnja 1932. u 77. godini života u Grazu.

## Vanjske poveznice
(eng.) Ferdinand Kosak na stranici Oocities.org

(njem.) Ferdinand Kosak na stranici Weltkriege.at